# Quintanilla San García
Quintanilla San García es una localidad y un municipio situado en la provincia de Burgos, comunidad autónoma de Castilla y León (España), comarca de La Bureba, partido judicial de Briviesca.

## Toponimia
Quintanilla San García en la antigüedad tenía el sobrenombre de Quintanilla Siete Iglesias ya que existían siete ermitas e iglesias, de las cuales en la actualidad sólo queda la parroquia de Santa María y los restos de la parroquia de San Andrés en el montículo o parte alta del mismo nombre donde también se ubica el monumento al tractor existente en el pueblo.
Según documentos en los archivos parroquiales, el primer nombre del pueblo era simplemente Quintanilla y es posible que también Siete Quintanas, que posteriormente sería Quintanilla de Sancho García, conde que repobló la zona, y posteriormente fue evolucionando a medida que evolucionaban las lenguas romances. Así pues, por derivación se fue convirtiendo en Quintanilla Sanc García, Quintanilla de Sant García, hasta que llegamos al actual Quintanilla San García mencionado en documentos del siglo XIV.

## Geografía
En la comarca de la Bureba. Ubicada a 725 m de altitud en la zona conocida como las lomas o la loma, dista 53 km de la ciudad de Burgos y en 2007 contaba con 98 habitantes sobre una extensión de 45,75 km². Carretera local BU-720.
El núcleo principal, que es el que actualmente sigue habitado, se encuentra entre tres montículos escarpados y el municipio limita al norte con Vallarta, al sur con Quintanaloranco, al este con Cerezo de Río Tirón y al oeste con Briviesca. Se divide en dos barrios que son Valdezán y Suso.

### Abastecimiento de agua
Hasta que se hizo la conducción del agua hacia el pueblo en los primeros años de la década de los 70, las gentes del lugar, como los de los demás pueblos de 'las lomas', tenían que recoger el agua de lluvia o la nieve en aljibes (principalmente formados por enormes cántaros de barro o tinajas) para abastecerse, ya que el agua de las fuentes de la zona no es apta para consumo humano debido a su gran contenido en yesos que abundan en el suelo.

## Historia
En las cercanías del pueblo actual y dentro del municipio, existe un tramo de calzada romana que unía las antiguas localidades autrigonas de Virovesca (Briviesca) con Segisamunculum (Cerezo de Río Tirón) que formaba parte de la calzada que unía Tarraco (Tarragona) con Asturica Augusta (Astorga). También es posible que existiese una zona poblada en tiempos de la dominación romana en una de las vaguadas, desde donde llega el pequeño río que atraviesa la localidad, afluente del río Tirón y llamado en la antigüedad Pecesorios que procede del pueblo de Bañuelos del que hoy toma su nombre, ya que se han encontrado pequeños restos en algunas ocasiones como monedas, objetos metálicos y restos de cerámicas. Podría tratarse de una zona de granjas, un pequeño campamento para una guarnición que vigilase el paso de la calzada o un pequeño poblado. Según algunos historiadores esta zona ha estado habitada desde antes de la llegada de los romanos.
La localidad se menciona por primera vez documentalmente en un manuscrito del siglo XI como lugar entre las posesiones que Rodrigo Ordóñez, Alférez de Alfonso VI, que dona al obispo de Burgos, Gómez, y al cabildo una figura de Quintanilla San García.
Parece ser[cita requerida] que Quintanilla San García fue el primer bastión que ofreció fuerte resistencia al avance de la ocupación musulmana de este territorio.
En la antigüedad fue una zona pretendida por el reino de Navarra, sobre todo durante los siglos XIII y XIV junto a Cerezo de Río Tirón y Belorado, y por eso fue Castilla puso mucho interés en aumentar la población y defender la zona, especialmente el Conde Sancho García (995-1017). 
A continuación se reproduce un texto de un manuscrito hallado en el archivo parroquial, grabado en azulejo en una de las paredes de la iglesia del pueblo:

«...Miércoles veynte e seys días andados del mes de agosto anno a nativitate Domini MCCCCXLIIII este día de victoris et corone (gerontii) seyendo discordianen el regno de Castilla e plegonada guerra contra el rey Don Juan de Nabarra e contra su regno e todos sus adherentes, regnante en Castilla el señor noble rey Don Juan (II) fijo del rey Don Enrique (III), este dicho día vino el dicho rey Don Juan de Nabarra a Quintanilla de San García e demando al concejo que le diese el lugar con su fortaleÇa e los bueno ommes le dieron por respuesta que no lo farian, ca serían traydores al dicho señor rey de Castilla, si tal cosa fisiesen, e el dicho rey Don Juan de Nabarra dixo que juraba a dios e a los huesos de su padre de los poner a espada e fuego, e los buenos ommes le diexieron que oviesse piedat dellos, que no tenían señor que los pudiesse defender de su parte, si no fuese el señor dios, pero que antes morían todos, e serían quemados que no ser traydores del rey de Castilla, e cercolos con mil ommes de armas e con dos mil peones e combatieron el cortijo muy fuertemente fasta llegar a las puertas del cortijo después de tomado el pueblo pero plogo a dios de dar victoria a los de Quintanilla e non se entró el cortijo, e murieron muchos ommes, de los de fuera en especial murió un caballero de espuelas doradas a la puerta del cortijo, el cual se avia alevado al dicho rey de Nabarra de tomar el cortijo e el rey le daba trescientos mil maravedises, si enrase el cortijo, e desque non se pudo entrar el cortijo mando el rey quemar el pueblo, e se quemaron setenta e tres suelos de casas en tal manera que quedo muy disipado el pueblo e los buenos ommes de Quintanilla eran fasta setenta ommes que pudiessen tomar las armas, e por ser vencedores de tantos entendieron que non pudiera ser a menos de subsidio divinal e creyeron verdaderamente que fueron socorridos por ruego del bienaventurado apostol San Andrés, cuya casa defendían e del señor Sant Vitores, cuya fiesta celebraban aquel día por que rendieron muchas gracias al señor dios, cuius est ho--- ---- in secula seculorum, AMEN....»

Villa, en la Cuadrilla de Quintanilla de San García, una de las siete en que se dividía la Merindad de Bureba perteneciente al partido de Bureba. Jurisdicción de realengo con regidor pedáneo.
A la caída del Antiguo Régimen queda constituida en ayuntamiento constitucional del mismo nombre, en el partido Briviesca, región de Castilla la Vieja. Contaba entonces con 476 habitantes.

## Demografía
Quintanilla San García cuenta con una población de 68 habitantes (INE 2024).
| Gráfica de evolución demográfica de Quintanilla San García entre 1842 y 2021                                          |
| |
| Población de derecho según los censos de población del INE. Población de hecho según los censos de población del INE. |

Desde la década de los 70 Quintanilla se ha ido despoblando, al igual que la mayoría de los pequeños pueblos del país y sobre todo de regiones por aquel entonces con menos infraestructuras y zonas industriales. Si observamos su evolución demográfica desde entonces, podemos ver que el padrón va reduciéndose en algunos casos drásticamente y aunque algunas veces aumenta ligeramente, vuelve a descender en la siguiente actualización. Esto es debido a la emigración a núcleos de población mayores dentro de la comunidad de Castilla y León o incluso a otras regiones. Todo ello fue debido en un principio a problemas como el del agua mencionado anteriormente, como en otros pueblos de las lomas, y posteriormente entre muchas cosas por una política excesivamente centralista y "centralizadora" de servicios que deja desprotegidos, sin médicos, sin escuelas, etc, a los ciudadanos del los pequeños núcleos rurales.

## Economía
La economía del pueblo se basa totalmente en la agricultura, principalmente del trigo, del que se venden el grano y la paja, aunque hay fincas que alternan este cultivo con el de leguminosas como el guisante u otras plantas de forraje, como el girasol. Hasta hace unos años también había explotaciones de ganadería ovina, principalmente dedicadas a la elaboración de quesos y la venta de carne de cordero lechal.
Quintanilla también posee un extenso coto de caza privado, que abarca prácticamente la totalidad del municipio, del que obtiene ingresos el ayuntamiento.

## Patrimonio
La arquitectura típica del lugar nos muestra casas construidas en fábrica de piedra mayormente de talla muy basta (mampostería y sillarejo), aunque también se puede encontrar alguna casa con sillería de calidad; con el piso superior normalmente hecho en tapial o adobe, usando principalmente maderas de olmo, antiguamente muy abundante en el lugar, pero a día de hoy prácticamente extinguido, debido a la grafiosis que acabó con este árbol en tantos lugares. Por desgracia, la mayoría de estas casas típicas están derruidas y en algunos casos apenas queda nada de ellas.
Es curioso ver cómo estas casas y un gran número de las construidas más recientemente utilizan el sistema de calefacción de la gloria, de origen romano y muy usado en Castilla y León con diversas variantes.
La iglesia de Santa María, con siete retablos barrocos en sus diversas capillas y altar mayor. Aunque se trata de un edificio muy sobrio, sencillo y construido durante varias fases, lo cual hace que posea elementos desde el románico hasta recientes construcciones como la torre campanario, pasando por algún elemento gótico. Posteriormente fue reformada, cegando los arcos románicos de la entrada para aumentar su capacidad y el coro fue reconstruido en 1771, dotándolo de 17 sitiales en madera de nogal muy sóbrios y sencillos. También posee un órgano en la actualidad muy deteriorado e inservible, pero que estaba en funcionamiento hasta relativamente hace poco tiempo. En su parte frontal tiene la inscripción en una placa en la que se lee «Me hizo Fr. Ignacio Bermeo. Religioso de S. Francisco. Año 1831».
Los restos de la iglesia de San Andrés y el monumento al tractor en el mismo lugar junto con aperos antiguos como varios carros y un trillo. Y un poco más arriba, ascendiendo por un sendero hacia la loma que domina San Andrés, los restos casi imperceptibles de un antiguo lugar fortificado.
Es curioso ver cómo en algunas partes de los alrededores del pueblo se conservan cuevas acondicionadas, que antiguamente servían de graneros y algunas se siguen usando hoy día como leñeras o almacenes.
También se puede seguir en la parte más alta, a unos kilómetros, la calzada romana. Una o dos veces al año, los miembros de una asociación promovida por gente de Cerezo de Río Tirón, Briviesca, San García y otros pueblos de la zona, recorren esta calzada disfrazados de pobladores prerromanos y legionarios romanos.

## Cultura

### Festejos
Las fiestas del pueblo, de gracias, se celebran a finales de agosto cuando se termina de cosechar el trigo aproximadamente. En estas fiestas se celebra entre otras actividades un campeonato del antiguo juego de la tuta y del juego de la rana.
También se celebra la fiesta de San García, patrono del pueblo, el día 25 de noviembre.
El Domingo de perdones. Fiesta que nació a raíz de la enemistad de los barrios o parroquias de Suso (Aliende) y Valdezán. Los habitantes de dichos barrios acabaron pidiéndose perdón antes de llegar a las manos y por eso se conmemora esta fecha en la octava del Corpus (ocho días después de celebrar el Corpus).
Así mismo, se celebra la romería de San Vítores en el paraje donde se encuentra el conjunto monumental que recientemente se ha empezado a recuperar, ya que estaba en estado de ruina debido al abandono desde la desamortización de Mendizábal. Esta romería se celebra por turnos junto con los pueblos de Cerezo de Río Tirón, Belorado y Fresno de Río Tirón, cada uno de ellos en un día distinto.